# Monochamus serratus
Monochamus serratus là một loài bọ cánh cứng trong họ Cerambycidae.